# شانيرا
"شَنيرة" هي أسطوانة مطوّلة أصدرتها الموسيقية الكويتية فاطمة القادري في 13 أكتوبر 2017 عبر شركة "هايبردب". تمثل هذه الأسطوانة انتقالًا نحو أسلوب أقرب إلى موسيقى الرقص، وتدور فكرتها حول شخصية "ملكة شريرة" تتحدى القوالب التقليدية للأدوار الجندرية، وهي الشخصية التي تجسدها القادري على غلاف العمل. وقد اعتبر العديد من النقاد أن "شَنيرة" تتفوق بشكل واضح على أعمال القادري السابقة، لما تحمله من معالجة فنية مبتكرة ومرحة لفكرتها.

## التاريخ
قالت فاطمة القادري في إحدى المقابلات إنها منذ طفولتها كانت تتمرد على "الأدوار الجندرية الثنائية التقليدية" المفروضة في المجتمع الكويتي، والتي ترى أنها تُفرض على الناس بالقوة. وأوضحت: "أتأرجح بين القبول والرفض، خصوصًا في مجال الموسيقى، حيث أدرك تمامًا أثر الجندر، والحاجة إلى أن أبدو جذابة، أو أن أقدّم صورة جنسية قابلة للتسويق". وقد جاءت فكرة إنتاج ألبوم يتمحور حول شخصية "تتحدى الجندر" في نوفمبر 2016، أثناء وجودها في الكويت.
في الشهر نفسه، التقت القادري بمجموعة من الأشخاص غير الثنائيين في حفلة، أصبحوا لاحقًا أصدقاء لها، وشاركوا في الأداء الصوتي ضمن "شَنيرة". ولأسباب تتعلق بالسلامة الشخصية، نُسبت معظم المشاركات الصوتية إلى أسماء مستعارة، مثل "بوبو سيكرت" الذي يعمل في القطاع المالي، و"لمعان" وهو مهندس كويتي/عراقي، و"ناي غلو". الفنان الوحيد الذي ظهر باسمه الحقيقي كان خالد الغرابلي، المعروف أيضًا باسمه الفني "شالثَم".
وصفت القادري "شَنيرة" بأنه أكثر أعمالها توترًا وقلقًا، وأضافت: "اضطررت فعليًا إلى حذف أجزاء من الأسطوانة. كنت أرغب أن تكون أكثر جرأة، وأكثر وضوحًا من الناحية الجنسية. من الأسهل مواجهة الأمور حين تكون مباشرة وصريحة".
يظهر على غلاف الأسطوانة تجسيد القادري لشخصية "الملكة الشريرة" بمكياج مبالغ فيه، وهو أسلوب كان شائعًا في الإعلام والثقافة الشعبية الكويتية خلال سنوات الألفين. وقد نفذ المكياج فنان التحول (دراغ كوين) "أرابيا فيليكس"، الذي اكتشفه "شالثَم" عبر إنستغرام. صدرت الأغنية الرئيسية "الكهف" في 12 سبتمبر 2017، فيما طُرحت الأسطوانة كاملة في 13 أكتوبر من العام نفسه عبر "هايبردب".

## المفهوم والتكوين
بحسب البيان الصحفي الرسمي، تدور أحداث "شَنيرة" في مكان غير مُحدد، وتُقدَّم بوصفها "رسالة حب إلى الملكات الشريرات والطيبات حول العالم". أما عنوانها، فهو نطق إنجليزي محرّف لكلمة "شنيعة"، وهي كلمة عربية تعني "فاحشة، بشعة، شديدة، قبيحة". وفي اللهجة الكويتية، تُستخدم كلمة "شنيعة" أو "شَنيرة" للإشارة إلى "ملكة شريرة" ذكية وخطيرة، وهو وصف كان أصدقاء فاطمة القادري من غير الثنائيين في الكويت يرددونه كثيرًا.
يظهر على غلاف الأسطوانة تجسيد القادري لهذه الشخصية. وجاءت كلمات الأغاني بمزيج من لهجات عربية مختلفة، منها الكويتية والمصرية والعراقية، ووُصفت في البيان بأنها "موحية، متوسلة، ماكرة، ومليئة بالمحبة". تضم الأسطوانة تسجيلات مرتجلة، بالإضافة إلى عينات من محادثات ومقاطع هزلية مأخوذة من موقع التعارف المثلي "غرايندر". وتحتوي مقطوعة "سبايرل" على جملة "لابسة بدلة رقص وبالملهى"، المقتبسة من نشيد شهير يردده الفنانون المتحولون جنسيًا في العالم العربي، والمرتبط بالفنان اللبناني باسم فغالي، الذي وصفته القادري بأنه "أشهر فنان دراغ كوين في الوطن العربي".
وصفت مجلة ذا فايدر "شَنيرة" بأنه "ألبوم يحتفي بشخصيات الشنيعة التي يعرفها الفنان ويحبها، لكنه في الوقت نفسه تذكير بالاضطهاد الذي تواجهه هذه الفئة، وبالسرية والرمزية التي يعتمد عليها مجتمع الميم للبقاء".
موسيقيًا، تمزج "شَنيرة" بين الموسيقى الخليجية وأنماط "غرايم" و"تراب" التي ظهرت في بعض أعمال القادري السابقة، مع إيقاعات أسرع وطابع أكثر ميلاً للرقص. يتضح فيها تأثير موسيقى البيس البريطانية، و"بولروم هاوس" على طريقة كوين بيت، إلى جانب أصوات الطبول الثقيلة المميزة لأسلوب شركة الإنتاج البريطانية "هر ريكوردز". ويشارك "بوبو سيكرت" في معظم المقطوعات، حيث يُعد أداؤه الصوتي عنصرًا أساسيًا في الجو القاتم للأسطوانة، وقد وصفه ناقد مجلة بيتشفورك، بن كارديو، بأنه يحمل "تهديدًا دراميًا يشبه أشرار أفلام ديزني".

## النقد
أشاد كارديو بأسطوانة "شَنيرة" وكتب أنها "مليئة بالألحان والدراما والبهجة"، ووصفها كذلك بأنها "مسرحية، مكثفة، وغالبًا ما تحمل طابعًا فكاهيًا، يتخلله أداء واثق ومهيب من سيكرت". كما أثنى على الإنتاج الموسيقي، معتبرًا أنه يتميز بـ"حدة غاضبة تضاعف من أثر الدراما". وقارن الألحان الغنائية في الأسطوانة بألبوم "آسيا تِش" الصادر عام 2014، ورأى أن العملين يضمان "أقوى الجمل اللحنية التي أبدعتها القادري".
من جانبها، وصفت الكاتبة مولي جانغ الأسطوانة بأنها تتفوق على ألبوم القادري السابق "بروت" (2016)، وأشادت بتحولها نحو طابع أكثر إيقاعًا ورقصًا، مفسرة ذلك بأن "بروت" كان "مُثقَلًا إلى حد ما بمحاولة تأكيد فكرته ومضمونه السياسي، مما قيد الموسيقى"، بينما أفسحت "شَنيرة" المجال أمام القادري للاستمتاع أكثر بالمفهوم الذي تقدمه.
وبالمثل، كتب الناقد توم فابر أن "شَنيرة" تمثل "ارتباطًا أوثق بكثير بين الفكرة والتنفيذ" مقارنة بأعمال القادري السابقة، موضحًا أن الفنانة "تناولت موسيقاها برؤية أصيلة وأذن مرحة".
كما جاءت الأسطوانة في المرتبة الرابعة ضمن قائمة "أفضل ألبومات عام 2017" التي أصدرتها مجلة "تايم آوت نيويورك".

## قائمة الأغاني
تم الحصول على أطوال المسارات من صفحة باندكامب الرسمية لـ شنيرة .
| #  | عنوان       | المدة |
| -- | ----------- | ----- |
| 1. | "Shaneera"  | 3:40  |
| 2. | "Is2aleeha" | 4:29  |
| 3. | "Alkahaf"   | 4:34  |
| 4. | "Spiral"    | 3:23  |
| 5. | "Galby"     | 5:03  |

## تاريخ الإصدار
| منطقة  | تاريخ          | التنسيقات | ملصق     |
| ------ | -------------- | --------- | -------- |
| عالميًا | 13 أكتوبر 2017 |           | هايبردوب |

## روابط خارجية
- الموقع الرسمي لفاطمة القادري